# James Abdnor
James Abdnor (ur. 13 lutego 1923 w Kennebec w Dakocie Południowej, zm. 16 maja 2012 w Sioux Falls) – amerykański polityk związany z Partią Republikańską.
W latach 1973–1981 przez cztery dwuletnie kadencje Kongresu Stanów Zjednoczonych był przedstawicielem drugiego okręgu wyborczego w stanie Dakota Południowa w Izbie Reprezentantów Stanów Zjednoczonych. Następnie został wybrany jako przedstawiciel tego stanu do Senatu Stanów Zjednoczonych. Funkcję tę piastował w latach 1981–1987.